# Titrage par indicateurs colorés
Le titrage par indicateurs colorés est une méthode d'analyse par titrage qui se base sur un changement de couleur du milieu lors de l'équivalence. Cette méthode s'utilise par l'ajout d'un indicateur coloré lors des titrages acido-basiques (indicateurs de pH), des titrages par oxydoréduction (indicateurs rédox), des titrages complexométriques (indicateurs de complexométrie) ou des titrages par précipitation (indicateurs de précipitation).

## Les indicateurs colorés en titrage acido-basique
Lors d'un titrage acido-basique, à l'équivalence, les quantités de matière des réactifs sont en proportions stœchiométriques. On observe alors un saut de pH. Généralement les espèces mises en jeu sont incolores et pour mettre en évidence le saut de pH et donc l'équivalence on doit utiliser un indicateur coloré.

### Fonctionnement de l'indicateur coloré en réaction acido-basique
L'indicateur de pH est un composé chimique qui présente des propriétés acido-basiques et dont la forme acide et la forme basique présentent des couleurs différentes, cela permet donc de distinguer simplement le pH de la solution.

### Choix de l'indicateur coloré
On peut grouper les titrages acido-basiques en quatre familles :
1. réaction entre un acide fort et une base forte ;
2. réaction entre un acide fort et une base faible ;
3. réaction entre un acide faible et une base forte ;
4. réaction entre un acide faible et une base faible.

Selon la famille, on peut prévoir la zone de virage du pH. Dans le premier cas l'équivalence se fera à un pH neutre égal à 7, dans le deuxième cas l'équivalence se fera à un pH acide inférieur à 7, dans le troisième cas l'équivalence se fera à un pH basique supérieur à 7, le quatrième cas ne permet pas de conclure a priori, un calcul à l'aide des pKa des couples acide-base mis en jeu est nécessaire. Ainsi, selon le pH il convient d'adapter l'indicateur coloré, sa zone de virage doit correspondre à la zone d'équivalence lors du titrage. 
| Nom de l'indicateur | Zone de virage | Changement de couleur |
| ------------------- | -------------- | --------------------- |
| Vert de malachite   | 0,1 - 2,0      | jaune - vert          |
| Jaune d'alizarine R | 1,9 - 3,3      | rouge - jaune         |
| Bleu de bromophénol | 3,0 - 4,6      | jaune - bleu          |
| Hélianthine         | 3,1 - 4,4      | rouge - jaune         |
| Rouge d'alizarine S | 3,7 - 5,2      | jaune - violet        |
| Vert de bromocrésol | 3,8 - 5,4      | jaune - bleu          |
| Rouge de méthyle    | 4,2 - 6,2      | rouge - jaune         |
| Bleu de résorcine   | 4,4 - 6,2      | rouge - bleu          |
| Bleu de bromothymol | 6,0 - 7,6      | jaune - bleu          |
| Rouge de crésol     | 7,2 - 8,8      | jaune - rouge         |
| Phénolphtaléine     | 8,2 - 10,0     | incolore - rose       |
| Rouge d'alizarine S | 10,0 - 12,0    | violet - jaune        |
| Jaune d'alizarine R | 10,1 - 12,1    | jaune - violet        |
| Vert de malachite   | 11,5 - 13,2    | vert - incolore       |
| Carmin d'indigo     | 11,6 - 14,0    | bleu - jaune          |

## Titrage d'alcalinité
On utilise pour ce type de titrage un indicateur mixte. Il est préparé comme suit : 0,2 g de vert de bromocrésol et 0,4 g de phénolphtaléine dans 500 mL d'alcool, complété à 1 L avec de l'eau distillée.

## Les indicateurs colorés en titrage d'oxydoréduction
Lors d'un titrage d'oxydoréduction, on a à l'équivalence nox=nréd. Les espèces mises en jeu peuvent changer de couleur entre la forme oxydée et la forme réduite. C'est notamment le cas lorsqu'on utilise le permanganate MnO4− qui est la forme oxydée et présente une couleur violette ; sa forme réduite, Mn2+, est incolore. S'il n'y a pas de changement de couleur lors d'une réaction d'oxydoréduction, on peut utiliser un indicateur redox pour caractériser l'équivalence.